# Руй Жордан
Руй Жордан (порт. Rui Jordão, 9 серпня 1952, Бенгела — 18 жовтня 2019, Кашкайш) — португальський футболіст, що грав на позиції нападника, зокрема за лісабонські «Бенфіку» та «Спортінг», а також за національну збірну Португалії.
Шестиразовий чемпіон Португалії. Футболіст 1980 року в Португалії.

## Клубна кар'єра
Народився 9 серпня 1952 року в місті Бенгела, Португальська Західна Африка (нинішня Ангола). Вихованець юнацької команди місцевого «Спортінга». 1970 року перебрався до метрополії, приєднавшись до академії лісабонської «Бенфіки».
У дорослому футболі дебютував 1971 року виступами за основну команду «Бенфіки». Відіграв за неї п'ять сезонів, взявши участь у 127 матчах чемпіонату. Щвидко став основним гравцем атакувальної ланки команди і одним з її головних бомбардирів, маючи середню результативність на рівні 0,64 гола за гру першості. За цей час чотири рази допомогав «Бенфіці» виборювати титул чемпіона Португалії, а 1972 року також став володарем Кубка країни. У сезоні 1975/76 відзначився 30-ма забитими голами у 28 іграх португальської першості, ставши її найкращим бомбардиром.
1976 року прийняв запрошення від клубу «Реал Сарагоса» і перебрався до Іспанії. Добре провів сезон 1976/77, взявши участь у 33 із 34 ігор Ла-Ліги, відзначившись 14-ма забитими м'ячами (третина усіх голів команди). Утім цього виявилося недостатньо для збереження командою прописки у найвищому іспанському дивізіоні. «Сарагоса» понизилася в класі до Сегунди, а гравець вирішив за краще повернутися до Португалії.
Влітку 1977 року уклав контракт зі «Спортінгом», до складу якого приєднався 1977 року. У сезоні 1979/80 удруге за кар'єру став переможцем у суперечці найкращих бомбардирів португальського чемпіонату, цього разу забивши 31 раз за 29 матчів. Того ж року був визнаний футболістом року в Португалії. Загалом відіграв за «Спортінг» десять сезонів своєї кар'єри, забивши 187 голів у 279 іграх першості країни. За цей час додав до переліку своїх трофеїв ще два титули чемпіона Португалії, ще двічі ставав володарем національного Кубка.
Завершував ігрову кар'єру у «Віторії» (Сетубал), за яку виступав протягом 1987—1989 років.

## Виступи за збірну
1972 року дебютував в офіційних матчах у складі національної збірної Португалії.
У складі збірної був учасником чемпіонату Європи 1984 року у Франції, на якому його команда вибула із боротьби на стадії півфіналів. У півфінальному матчі проти господарів турніру і його майбутніх переможців збірної Франції зрівняв рахунок наприкінці другого тайму, перевівши гру в овертайм, а у першому таймі додаткового часу забив удруге, вивівши португальців уперед. Однак згодом Жан-Франсуа Домерг зрівняв рахунок, а під завісу овертайму Мішель Платіні вирвав для французів перемогу з рахунком 3:2 і вивів їх до фіналу першості.
Загалом протягом кар'єри у національній команді, яка тривала 18 років, провів у її формі 43 матчі, забивши 15 голів.
Помер 18 жовтня 2019 року на 68-му році життя у місті Кашкайш.

## Статистика виступів
| Клуб               | Сезон             | Ліга | Ліга | Кубки | Кубки | Єврокубки | Єврокубки | Інші | Інші | Всього | Всього |
| Клуб               | Сезон             | Ігри | Голи | Ігри  | Голи  | Ігри      | Голи      | Ігри | Голи | Ігри   | Голи   |
| ------------------ | ----------------- | ---- | ---- | ----- | ----- | --------- | --------- | ---- | ---- | ------ | ------ |
| Бенфіка            | 1971/72           | 18   | 7    | 4     | 3     | 8         | 2         | 0    | 0    | 30     | 12     |
| Бенфіка            | 1972/73           | 10   | 5    | 1     | 0     | 2         | 1         | 0    | 0    | 13     | 6      |
| Бенфіка            | 1973/74           | 27   | 15   | 5     | 2     | 4         | 0         | 0    | 0    | 36     | 17     |
| Бенфіка            | 1974/75           | 8    | 6    | 4     | 1     | 2         | 4         | 0    | 0    | 14     | 11     |
| Бенфіка            | 1975/76           | 28   | 30   | 1     | 0     | 5         | 3         | 0    | 0    | 34     | 33     |
| Бенфіка            | Всього            | 91   | 63   | 15    | 6     | 21        | 10        | 0    | 0    | 127    | 79     |
| Реал Сарагоса      | 1976/77           | 33   | 14   | 0     | 0     | 0         | 0         | 0    | 0    | 33     | 14     |
| Реал Сарагоса      | Всього            | 33   | 14   | 0     | 0     | 0         | 0         | 0    | 0    | 33     | 14     |
| Спортінг (Лісабон) | 1977/78           | 16   | 15   | 4     | 4     | 2         | 1         | 2    | 0    | 24     | 20     |
| Спортінг (Лісабон) | 1978/79           | 11   | 8    | 5     | 2     | 0         | 0         | 2    | 1    | 18     | 11     |
| Спортінг (Лісабон) | 1979/80           | 29   | 31   | 5     | 4     | 4         | 0         | 0    | 0    | 38     | 35     |
| Спортінг (Лісабон) | 1980/81           | 28   | 14   | 1     | 2     | 2         | 0         | 2    | 3    | 33     | 19     |
| Спортінг (Лісабон) | 1981/82           | 27   | 26   | 5     | 5     | 5         | 3         | 0    | 0    | 37     | 34     |
| Спортінг (Лісабон) | 1982/83           | 26   | 18   | 4     | 4     | 4         | 0         | 1    | 2    | 35     | 24     |
| Спортінг (Лісабон) | 1983/84           | 29   | 16   | 7     | 9     | 4         | 2         | 0    | 0    | 40     | 27     |
| Спортінг (Лісабон) | 1984/85           | 18   | 8    | 3     | 2     | 3         | 0         | 0    | 0    | 24     | 10     |
| Спортінг (Лісабон) | 1985/86           | 23   | 3    | 5     | 2     | 7         | 1         | 2    | 0    | 37     | 6      |
| Спортінг (Лісабон) | Всього            | 207  | 139  | 39    | 34    | 31        | 7         | 9    | 6    | 286    | 186    |
| Віторія (Сетубал)  | 1987/88           | 24   | 1    | ?     | ?     | 0         | 0         | 0    | 0    | ?      | ?      |
| Віторія (Сетубал)  | 1988/89           | 36   | 11   | 1+    | ?     | 0         | 0         | 0    | 0    | 37+    | 11+    |
| Віторія (Сетубал)  | Всього            | 60   | 12   | 1+    | ?     | 0         | 0         | 0    | 0    | 61+    | 12+    |
| Всього за кар’єру  | Всього за кар’єру | 391  | 228  | 55+   | 40+   | 52        | 17        | 9    | 6    | 507+   | 291+   |

## Титули і досягнення

### Командні
- Чемпіон Португалії (6):

«Бенфіка»: 1971-1972, 1972-1973, 1974-1975, 1975-1976
«Спортінг»: 1979-1980, 1981-1982
- Володар Кубка Португалії (3):

«Бенфіка»: 1971-1972
«Спортінг»: 1977-1978, 1981-1982
- Володар Суперкубка Португалії (1):

«Спортінг»: 1982

### Особисті
- Футболіст року в Португалії (1): 1980
- Найкращий бомбардир чемпіонату Португалії (2):

1975-1976 (30 голів), 1979-1980 (31 гол)